# Judy Clapp
 Judy A. Clapp (* 1930 in USA) ist eine amerikanische Informatikerin.

## Leben und Werk
Clapp wuchs in Long Island, New York, auf und erwarb 1951 ihren Bachelor-Abschluss in Mathematik und Physik am Smith College in Northampton (Massachusetts). 1952 erhielt sie ihren Master-Abschluss in angewandten Wissenschaften am Radcliffe College, einer Erweiterungsgründung der auch danach rein männlichen Harvard University.
Nach ihrem Abschluss begann sie 1952 in den Lincoln Laboratories des MIT als einzige Frau mit dem ersten Echtzeitcomputer, dem Whirlwind I, zu arbeiten. Dieser Vakuumröhrencomputer, war ursprünglich von der United States Navy in Auftrag gegeben worden, wurde aber anschließend von der Luftwaffe für das SAGE-Projekt (Semi-Automatic Ground Environment) finanziert. Dieses System war das erste computergestützte Luftverteidigungssystem des nordamerikanischen Weltraumverteidigungskommandos  NORAD. Clapp übernahm technische Aufgaben und Managementaufgaben bei der Erstellung der komplexesten Software, die bis zu diesem Zeitpunkt entwickelt worden war und Hunderte von Programmierern benötigte. Damit sie ihre Programme schreiben, bearbeiten und testen konnte, half sie bei der Einrichtung einer Reihe automatisierter Hilfsmittel, die die erste Manifestation des Bedarfs an Softwaretechnik darstellten. 1958  wechselte an die MITRE Corporation, wo sie weiter an dem SAGE-Projekt arbeitete und wurde dort Senior Principal Software Systems Engineer. Nach dem SAGE-Projekt arbeitete sie weiterhin im Management von MITRE und war für das Verteidigungsministerium in einer Arbeitsgruppe tätig, die zur Entwicklung der Programmiersprache Ada führte.

## Auszeichnungen
- 2001:  Achievement Award, Society of Women
- 2005: Smith College Medaille[2]